# Lijst van fossiele zoogdieren
Dit is een lijst van fossiele zoogdieren.

## A
- Aegyptopithecus
- Aepycamelus
- Agriotherium
- Akidolestes
- Allorattus
- Amblyrhiza
- Amphicyon
- Anchitherium
- Ancylotherium
- Andrewsarchus
- Antemus
- Apodemus meini
- Archaeohippus
- Archaeotherium
- Arctodus simus
- Ardipithecus
- Arsinoitherium
- Asionyctia
- Ausktribosphenos
- Australopithecus
- Australopithecus afarensis
- Australopithecus africanus
- Australopithecus anamensis
- Australopithecus bahrelghazali
- Australopithecus garhi

## B
- Badjcinus turnbulli
- Barbourofelis
- Barinya
- Basilosaurus
- Batodonoides
- Bisonalveus
- Borhyaena
- Bos primigenius (Oeros)
- Brontotherium
- Bubalus cebuensis

## C
- Canis dirus (Reuzenwolf)
- Castorocauda
- Castoroides
- Cf. Peroryctes tedfordi
- Chardinomys
- Chardinomys bilikeensis
- Chardinomys louisi
- Chardinomys nihowanicus
- Chardinomys yusheensis
- Chiropodomys primitivus
- Chororapithecus abyssinicus
- Chriacus
- Cimolestes
- Coelodonta antiquitatis (Wolharige neushoorn)
- Coryphodon
- Cynorca

## D
- Dactylopsila kambuayai
- Darwinius
- Diacodexis
- Didelphodon
- Dinictis
- Dinofelis
- Dinohyus
- Diprotodon
- Dissopsalis
- Doedicurus
- Dorudon
- Dryopithecus

## E
- Ectoconus
- Eleutherodon
- Eleutherodon oxfordensis
- Eleutherodon sp.
- Eomaia
- Eomanis
- Eremotherium
- Eucladoceros
- Eumyarion kowalskii
- Eurotamandua
- Eusmilus

## F
- Floridaceras
- Fruitafossor

## G
- Galerix remmerti
- Ganbulanyi
- Geocapromys thoracatus
- Gigantopithecus
- Glossotherium
- Glyptodon

## H
- Hadromys loujacobsi
- Hapalomys angustidens
- Hapalomys eurycidens
- Hapalomys gracilis
- Haramiyavia
- Heishanlestes
- Hemicyon
- Homo antecessor
- Homo cepranensis
- Homo erectus
- Homo ergaster
- Homo floresiensis (Floresmens)
- Homo georgicus
- Homo heidelbergensis
- Homo neanderthalensis (Neanderthaler)
- Homo rhodesiensis
- Homo rudolfensis
- Homotherium
- Homunculus
- Hooijeromys
- Hoplophoneus
- Huerzelerimys
- Huerzelerimys minor
- Huerzelerimys oreopitheci
- Huerzelerimys turoliensis
- Huerzelerimys vireti
- Hyaenodon
- Hydrochoeris gaylordi
- Hypsiprymnopsis
- Hyracotherium

## I
- Ignigena
- Indricotherium

## J
- Jeholodens
- Johnbell
- Josephoartigasia monesi

## K
- Karydomys dzerzhinskii
- Kenyanthropus platyops
- Kirtlingtonia
- Kopidodon

## L
- Leopoldamys edwardsioides
- Leporillus apicalis
- Leptictidium

## M
- Maastrichtidelphys
- Macrauchenia
- Maiacetus
- Mammuthus (Mammoeten)
- Mammuthus columbi (Amerikaanse mammoet)
- Mammuthus primigenius (Wolharige mammoet)
- Mammut (Mastodont)
- Maotherium
- Megaloceros giganteus (Reuzenhert)
- Megalocnus zile
- Megalomys audreyae
- Megalomys luciae
- Megalonyx
- Megaoryzomys
- Megatherium
- Megazostrodon
- Megistotherium
- Melomys spechti
- Menoceras
- Merycochoerus
- Mesonyx
- Miacis
- Micromys liui
- Millsodon
- Mojo
- Morganucodon
- Muramura pinpensis
- Myotragus balearicus

## N
- Nakalipithecus nakayamai
- Nambaroo
- Neochoerus
- Nementchatherium
- Nimravus
- Niviventer preconfucianus
- Notharctus

## O
- Odobenocetops
- Oryzomys curasoae

## P
- Pakicetus
- Panthera atrox (Amerikaanse holenleeuw)
- Panthera spelaea (Euraziatische holenleeuw)
- Papagomys theodorverhoeveni
- Paraceratherium
- Paramys
- Paranthropus
- Paranthropus aethiopicus
- Paranthropus boisei
- Paranthropus robustus
- Paratoceras
- Paroodectes
- Patriofelis
- Petauroides ayamaruensis
- Petauroides stirtoni
- Pierolapithecus
- Planetetherium
- Plesiadapis
- Plesictis
- Plesiorycteropus
- Praeanthropus tugenensis
- Priscaleo
- Procoptodon goliah
- Progonomys
- Progonomys cathalai
- Progonomys minus
- Progonomys sinensis
- Progonomys woelferi
- Prosansanosmilus
- Protictis
- Protoceras
- Protungulatum
- Pseudoglyptodon chilensis
- Pseudomys vandycki
- Pyrotherium

## Q
- Qianomys

## R
- Rattus trinilensis
- Ravenictis
- Repenomamus
- Rhagamys

## S
- Sansanosmilus
- Sahelanthropus
- Samburupithecus
- Sarkastodon
- Sinapodemus
- Sinobaatar
- Sinodelphys
- Sivapithecus
- Smilodon
- Solomys spriggsarum
- Staffia
- Stephanomys
- Stephanomys prietaensis
- Stephanomys thaleri
- Stephanorhinus
- Stephanorhinus etruscus (Etruskische neushoorn)
- Steropodon galmani
- Synaptomys morgani
- Syndyoceras
- Synthetoceras

## T
- Tapocyon
- Teleoceras
- Texomys
- Theroteinus
- Thomasia
- Thomasia antiqua
- Thomasia hahni
- Thomasia moorei
- Thomasia wouteri
- Thylacinus potens
- Thylacoleo
- Tingamarra
- Toxodon
- Tremacebus

## U
- Uintatherium
- Ursus spelaeus (Holenbeer)

## V
- Volaticotherium

## W
- Wakaleo
- Watutia
- Willmus
- Wushanomys
- Wushanomys brachyodus
- Wushanomys hypsodontus
- Wushanomys ultimus

## Y
- Yarala

## Z
- Zhangheotherium
- Zygorhiza